# Pydna-Kolindros
Pydna-Kolindros (Grieks: Πύδνα-Κολινδρός) is sedert 2011 een fusiegemeente (dimos) in de Griekse bestuurlijke regio (periferia) Centraal-Macedonië.
De vier deelgemeenten (dimotiki enotita) van de fusiegemeente zijn:
- Aiginio (Αιγίνιο)
- Kolindros (Κολινδρός)
- Methoni (Μεθώνη)
- Pydna (Πύδνα)